# ギュギュっと和歌山
『ギュギュっと和歌山』（ギュギュっとわかやま）は、NHK和歌山放送局が2019年度から和歌山県内向けに放送している夕方の『NHKニュース』のニュース番組である。2019年4月1日、同年3月29日まで8年間放送された『あすのWA!』の後継番組として放送を開始した。
2022年10月3日放送分から放送常時同時配信・見逃し番組配信サービス「NHKプラス」で本番組の見逃し配信を開始した。

## 放送時間
和歌山県内の総合テレビ：平日 18:30 - 19:00
- 祝日・年末年始及びオリンピック期間中は休止し、18:45 - 18:59（年末年始は18:50 - 19:00）に大阪局から関西のニュース・気象情報を同時ネットする。
- また、通常の平日編成日であっても春の大型連休の谷間やお盆、年末年始（12月28日までと1月4日以降）は15分繰り下げ・短縮（18:45 - 19:00）もしくは休止となる場合がある（前者のパターンとなる場合は和歌山局アナウンサーの誰か1人と濱野のみが出演）。その場合は前枠の『ほっと関西』（大阪局制作）が18:45までの時間拡大ネットとなるか臨時フルネットになる。それ以外でも稀に特設ニュースなどで短縮・休止となる場合がある。
- 毎年1月17日が平日と重なる場合は、阪神・淡路大震災関連報道を放送するため、時間繰り下げ・短縮して放送。
- 2023年5月19日は18:20 - 18:53にG7広島サミット関連の特設ニュースが全国放送で編成されたため、『NHKニュース』（番組表上の表記タイトルは『ニュース・気象情報（和歌山）』）に改題の上18:53 - 19:00に時間変更・短縮して放送した。なお、この日の放送はNHKプラスでの見逃し配信が行われなかった。

## 主なコーナー

### 月曜日
わびたび
表通りから一本入った裏道、いつも通り過ぎるだけの小さな公園。一歩足を踏み入れると、そこには思いがけない出会いと発見があるかもしれない。忙しい視聴者の代わりに県内各地を神出鬼没、目からウロコがハラハラ落ちる、不思議な旅に案内する。

### 火曜日
わかやま見つけ隊
好奇心旺盛な3人のリポーターが県内各地を訪ねて徹底取材。和歌山のとっておき情報を見つけて報告する。

### 水曜日
ギュギュっと元気
「食」「運動」「医療」をテーマに、健康に関する情報をギュギュっとまとめて報告する。

### 木曜日
データアイ
統計やランキングなど、和歌山にまつわる、気になるデータを発掘し「なぜ?」「どんな背景が?」の答えを求めて東奔西走。「データの目」で真実に迫る。
リポート

### 金曜日
きらり紀州人

## 2025年度の出演者
- 今城和久（NHKアナウンサー）
- 神谷一鷹（NHKアナウンサー）
- 白井英里子（キャスター）[3]
- 髙橋京香（キャスター）[4]
- 小谷麻菜美（キャスター）
- 一光（リポーター）
- 黒川裕以（リポーター）
- 石井有紗（リポーター）
- 濱野淳（気象予報士）

## 過去の出演者
- 押尾駿吾（NHKアナウンサー）
- 山田朋生（NHKアナウンサー）
- 黒杉愛（キャスター）
- 辻紗樹（キャスター）
- 坪尾明音（キャスター）
- 小野寺侑美（キャスター）[5]
- 辻由布子（リポーター）
- 大曲理美（リポーター）
- 福山早紀（リポーター）
- 高橋亨（気象予報士）